# Национал-либеральная партия (Ливан)
Национал-либеральная партия (араб. حزب الوطنيين الأحرار‎) – ливанская правоцентристская политическая партия. Основана бывшим президентом Камилем Шамуном. Является одной из политических организаций христианской общины Ливана. Стоит на позициях ливанского национализма и правого либерализма. Активно участвовала в гражданской войне в составе правохристианского блока Ливанский фронт. Выступает против сирийского влияния в Ливане, до конца 2016 входила в Коалицию 14 марта.

## Идеология и политика
В 1958 году в результате Ливанского кризиса был вынужден уйти в отставку президент Ливана Камиль Шамун. Христианская община и правые круги Ливана расценивали эти события как серьёзную угрозу со стороны панарабизма, насеризма и прокоммунистических сил. Национал-либеральная партия (НЛП) была создана по инициативе Шамуна для консолидации правохристианских либерально-консервативных сил в противодействии этим опасностям. Политическую и кадровую основу создала партия Конституционный блок, во главе которой до 1958 года стояли Камиль Шамун и Бишара эль-Хури.
Программа НЛП основывалась на ливанском национализме, ставила в приоритет независимость Ливана, прежде всего от ОАР и Сирии.  Партия требовала гарантий политических свобод, в которых усматривала позитивное отличие Ливана от других арабских государств. Важной составляющей идеологии НЛП являлся экономический либерализм, поддержка свободного предпринимательства. В партийной идеологии и политике отражалось персональное мировоззрение Камиля Шамуна – в частности, его приверженность англосаксонским правовым, политическим и социально-экономическим принципам. 
Конфессионально сторонники НЛП в основном принадлежали к маронитам. Влиятельное семейство Шамун обрело в партии клановую политическую структуру. НЛП выступала как партия «старой аристократии», стремившейся сохранить социальную иерархию времён французского мандата (хотя Камиль Шамун не симпатизировал Франции, ориентируясь скорее на Великобританию и США).
На выборах 1960—1972 партия последовательно наращивала влияние. Её парламентское представительство возросло с 5 мандатов до 11 из 99. По результатам выборов 1972 года НЛП являлась первой по числу мандатов партией Ливана (большинство депутатов составляли независимые).
В 1968 году НЛП вступила в «Тройственный альянс» с фалангистской партией Катаиб Пьера Жмайеля и Национальным блоком Раймона Эдде. Этот союз заложил основу правохристианской военно-политической коалиции 1970-х. Одновременно в партии начали формироваться свои вооружённые силы – Милиция Тигров. Противниками НЛП являлись ПСП, компартия и прежде всего Организация освобождения Палестины (на этой основе Камиль Шамун был сторонником сотрудничества с Израилем).

## В гражданской войне
НЛП и «Милиция Тигров» играли важную роль в правохристианском блоке Ливанский фронт и его военном крыле Ливанские силы во время гражданской войны, особенно на первом её этапе. Национал-либералы поддержали фалангистскую милицию в первый же день войны — 13 апреля 1975 в ходе Автобусной резни. «Милиция Тигров» под командованием Дани Шамуна, сына лидера партии, активно участвовала в осаде и штурме крупнейшей палестинской военной базы — лагеря Тель-Заатар, в Стодневной войне 1978 против сирийских войск, ряде других боестолкновений. Отмечалось, что «Тигры» проявляли большую агрессивность к мусульманскому населению, нежели фалангисты Катаиб. Содержание партийной милиции НЛП в значительной степени осуществлялось за счёт контрабанды и рэкета.
В конце 1970-х резко осложнились отношения НЛП с Катаиб. 7 июля 1980 года фалангистские боевики во главе с Баширом Жмайелем и Ильясом Хобейкой устроили День длинных ножей в селении Сафра. Были убиты несколько сотен активистов НЛП, из них 83 боевика-«тигра». Дани Шамуну дали возможность уйти и скрыться в мусульманском секторе Бейрута — дабы не создавать непримиримой вражды между Камилем Шамуном и Пьером Жмайелем.
После этого влияние НЛП было необратимо подорвано, активность партии заметно снизилась. Камиль Шамун распустил «Милицию Тигров» и признал главенство семейства Жмайель в правохристианском лагере. Впоследствии Шамун попытался воссоздать партийную милицию, но без особого успеха. В 1985—1986 (к тому времени Пьера и Башира Жмайелей уже не было в живых) НЛП поддержала Самира Джааджаа в конфликте с Ильясом Хобейкой за лидерство в фалангистском движении.
7 августа 1987 года Камиль Шамун скончался. Двумя годами ранее он уступил лидерство в НЛП Дани Шамуну. В 1990 году НЛП выступила против Таифских соглашений о политическом урегулировании, рассматривая их как установление над Ливаном сирийского протектората. В то же время Шамун-младший поддержал Мишеля Ауна в конфликте с Ливанскими силами Самира Джааджаа.
21 октября 1990 Дани Шамун был убит вместе с женой и двумя детьми. В 1994 году по обвинению в этом убийстве арестован Самир Джааджаа. Через год суд приговорил Джааджаа к пожизненному заключению. Однако этот вердикт многие с самого начала посчитали неправомерным. Существует основательная версия об убийстве Дани Шамуна сирийскими спецслужбами. Уверенность в невиновности Джааджаа высказывал и брат убитого — Дори Шамун, возглавивший НЛП. В 2005 году Самир Джааджаа был освобождён, обвинение в убийстве Дани Шамуна с него снято.

## В Кедровой революции
Под руководством Дори Шамуна НЛП выступала против сирийской оккупации Ливана. Лидер партии много ездил по англосаксонским странам, призывая поддержать борьбу ливанцев за суверенитет. Дори Шамун подчёркивал, что «сирийская полицейская автократия разрушает Ливан во всех отношениях – моральном, правовом, политическом и экономическом». Парламентские выборы 1992, 1996 и 2000 НЛП бойкотировала.
В 2005 году НЛП активно участвовала в Кедровой революции. Партия присоединилась к Коалиции 14 марта антисирийских сил. В 2009 году Дори Шамун был избран в парламент Ливана (интересно, что на выборах его поддержала ПСП, с которой НЛП 1970–1980-х вела гражданскую войну). В 2011 году партия выступала против правительства Наджиба Микати. Отношения с Катаиб были при этом нормализованы, фалангисты и национал-либералы проводят совместные антисирийские акции. Амин Жмайель принёс извинения за события 7 июля 1980 года в Сафре. 
Основным же союзником НЛП стала партия «Ливанские силы», которую возглавил Самир Джааджаа. Наблюдатели рассматривали этот альянс как попытку «старой аристократии» НЛП хотя бы частично восстановить прежнюю силу и влияние с помощью радикалов-фалангистов.
Ежегодно в октябре НЛП проводит траурные мероприятия памяти Дани Шамуна. В 2015 году эта церемония была использована Дори Шамуном для резкой критики Мишеля Ауна как кандидата в президенты. На следующий год Мишель Аун был избран президентом Ливана, причём при поддержке Самира Джааджаа. В результате союз НЛП с «Ливанскими силами» оказался прерван.
При формировании правительства Саада Харири в конце декабря 2016 года Национал-либеральная партия не получила постов в правительстве, покинула «Коалицию 14 марта» и перешла в оппозицию.

## Численность, руководство, связи
По состоянию на 2017 год в Национально-либеральной партии состоят около 5,6 тысячи человек. Председателем партии является Дори Шамун, генеральным секретарём — профессор политологии Ильяс Абу Асси. Штаб-квартира НДП расположена в бейрутском христианском районе Ашрафия.
НЛП входит в межарабское объединение консервативно-либеральных партий Арабский альянс за свободу и демократию. Имеет статус наблюдателя в Либеральном Интернационале.